# Saint-Aubin-lès-Elbeuf
Saint-Aubin-lès-Elbeuf là một xã trong vùng hành chính Normandie, thuộc tỉnh Seine-Maritime, quận Rouen, tổng Elbeuf. Tọa độ địa lý của xã là 49° 18' vĩ độ bắc, 1° 00' kinh độ đông. Saint-Aubin-lès-Elbeuf có điểm thấp nhất là 2 mét và điểm cao nhất là 49 mét. Xã có diện tích 5,79 km², dân số vào thời điểm 1999 là 8296 người; mật độ dân số là 1433 người/km².

## Thông tin nhân khẩu
| 1962  | 1968  | 1975  | 1982  | 1990  | 1999  |
| ----- | ----- | ----- | ----- | ----- | ----- |
| 6 549 | 8 305 | 8 869 | 9 424 | 8 671 | 8 296 |